# Синицына (деревня)
Сини́цына — деревня в Ишимском районе Тюменской области России. Входит в состав Клепиковского сельского поселения.

## История
До 1917 года входила в состав Жиляковской волости Ишимского уезда Тюменской губернии. По данным на 1926 год состояла из 166 хозяйств. В административном отношении являлась центром Синицынского сельсовета Жиляковского района Ишимского округа Уральской области.

## Население
| Численность населения | Численность населения | Численность населения |
| 1926                  | 2002                  | 2010                  |
| --------------------- | --------------------- | --------------------- |
| 836                   | 444                   | 492                   |

По данным переписи 1926 года в деревне проживало 836 человек (402 мужчины и 434 женщины), в том числе: русские составляли 99 % населения, поляки — 1 %.
Согласно результатам переписи 2002 года, в национальной структуре населения русские составляли 92 % из 444 чел.